# جورج ستانلي (مؤرخ)
جورج ستانلي هو مؤرخ كندي، ولد في 6 يوليو 1907 في كالغاري في كندا، وتوفي في 13 سبتمبر 2002 في Sackville, New Brunswick ‏ في كندا.

## وصلات خارجية
لم يتم العثور على روابط لمواقع التواصل الاجتماعي.